# Persipasi Bandung Raya
Persipasi Bandung Raya – indonezyjski klub piłkarski, grający w pierwszej lidze indonezyjskiej, mający siedzibę w mieście Bekasi.

## Historia
Klub został założony 11 listopada 1986 roku. W sezonie 1986/1987 osiągnął swój pierwszy sukces, gdy zajął 2. miejsce w rozgrywkach Galatama. W sezonie 1987/1988 powtórzył to osiągnięcie, a w sezonie 1988/1989 wywalczył mistrzostwo tej ligi. W sezonach 1990 i 1993/1994 także wygrywał rozgrywki Galatama.

## Historyczne nazwy od 1997 roku
- 1997 Pelita Mastrans
- 1998 Pelita Bakrie
- 2000 Pelita Solo
- 2002 Pelita Krakatau Steel
- 2006 Pelita Jaya Purwakarta
- 2008 Pelita Jabar
- 2010 Pelita Jaya Karawang FC
- 2012 Pelita Bandung Raya
- 2015 Persipasi Bandung Raya

## Stadion
Domowe mecze klub rozgrywa na stadionie Patriot w mieście Bekasi, który może pomieścić 30 tysięcy widzów. Do 2015 roku stadionem klubu był stadion Jalak Harupat Soreang w mieście Bandung, który może pomieścić 45 tysięcy widzów.

## Kibice
Istnieje kilka grup kibiców klubu Persipasi Bandung Raya. Są to między innymi Ultras, Hooligans i Baraya.

## Sukcesy

### Domowe

#### Ligowe
- Galatama
  - mistrzostwo (3): 1988/1989, 1990, 1993/1994
  - wicemistrzostwo (2): 1986/1987, 1987/1988

#### Pucharowe
- Piala Utama
  - zwycięstwo (1): 1992
  - finalista (1): 1990

- Piala Liga
  - finalista (3): 1987, 1988, 1989

### Międzynarodowe
- Klubowe Mistrzostwa Azji
  - 3. Miejsce: 1990/1991

## Skład na sezon 2015
| Nr | Poz. | Piłkarz              |
| -- | ---- | -------------------- |
| 1  | BR   | Alfonsius Kelvan     |
| 2  | OB   | Saddam Tenang        |
| 3  | OB   | Chairul Rifan        |
| 4  | OB   | Mokhamad Syaifuddin  |
| 7  | NA   | Yongki Aribowo       |
| 8  | NA   | Syamsir Alam         |
| 11 | PO   | Agus Indra Kurniawan |
| 12 | BR   | Deniss Romanovs      |
| 13 | NA   | Heri Susanto         |
| 14 | PO   | Muhammad Arsyad      |
| 16 | OB   | Hermawan             |
| 17 | PO   | Panggah Madyantara   |
| 18 | PO   | Legimin Raharjo      |
| 19 | PO   | Wawan Febrianto      |

| Nr | Poz. | Piłkarz                 |
| -- | ---- | ----------------------- |
| 21 | BR   | Galuh Noor Hendrayana   |
| 23 | PO   | Kim Kurniawan           |
| 24 | OB   | Boban Nikolić           |
| 30 | OB   | Nova Arianto            |
| 32 | NA   | Gaston Castano          |
| 42 | OB   | Riyandi Ramadhana       |
| 44 | PO   | Fariz Bagus Dinata      |
| 77 | NA   | Ghozali Muharam Siregar |
| 86 | OB   | Satrio Syam             |
| 91 | PO   | David Laly              |
| 93 | PO   | Dolly Gultom            |
| 94 | NA   | Imam Pathuroman         |
| 99 | NA   | Rachmad Hidayat         |